# Burmannia australis
Burmannia australis är en enhjärtbladig växtart som beskrevs av Gustaf Oskar Andersson Malme. Burmannia australis ingår i släktet Burmannia och familjen Burmanniaceae. Inga underarter finns listade i Catalogue of Life.